# قصبة الساق السيفية
القصبة سيفية الشكل أو قصبة الساق السيفية وتعرف باللغة (بالإنجليزية: Saber shin)‏ هو تشوه في قصبة الساق.وهو يظهر كانحناء أو تقوس أمامي حاد لقصبة الساق.

## الأسباب
تحدث هذه الحالة المرضية بسبب مرض الزهري  ، أو بسبب الداء العليقي، أو بسبب مرض باجيت الذي يصيب العظم، أو بسبب نقص فيتامين د. أو بسبب متلازمة وايزمان-نيتر.

## المسرد (البيبليوغرافيا)
- Mosby's Medical, Nursing, & Allied Health Dictionary. Edition 5, 1998 p7B49.